# 何塞·路易斯·塔馬約
何塞·路易斯·塔馬約（西班牙語：José Luis Tamayo，1858年7月29日—1947年7月7日），厄瓜多總統，1920年至1924年在任。